# جان مکسول (تهیه‌کننده)
جان مکسول (انگلیسی: John Maxwell؛ ۱۸۷۹ – ۲ اکتبر ۱۹۴۰) تهیه‌کننده اهل بریتانیا بود.
وی تهیه‌کننده چند فیلم از آلفرد هیچکاک مانند قتل!، باج‌گیری،غنی و غریب،اهل جزیره من،دوز و کلک،همسر کشاورز، شامپاین،شماره هفده، تماس الزتری، جونو و پیکاک و همچنین فیلم آتلانتیک به کارگردانی ایوالد آندره دوپونت بوده‌است.